# Австралийская медаль за службу (1939—1945)
Австралийская медаль за службу 1939—1945 гг. выдавалась за службу в Вооруженных силах Австралии, морской пехоте и добровольческом корпусе обороны во время Второй мировой войны.

## Описание
- Австралийская медаль за службу 1939—1945 гг. представляет собой круглую медно-никелевую медаль диаметром 36 миллиметров (1,4 дюйма).[1]
- На аверсе изображено изображение короля Георга VI, окруженное надписью «GEORGIVS VI D: G: BR: OMN: REX ET INDIAE IMP».[2]
- На реверсе изображен герб Австралийского Содружества, окруженный надписью «СЛУЖБА АВСТРАЛИИ 1939—1945 гг.».

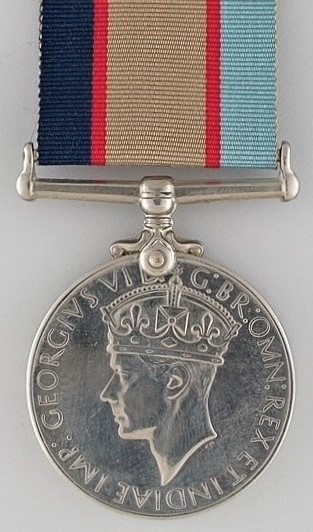

- Медальная лента шириной 32 миллиметра (1,3 дюйма) имеет широкую центральную полосу цвета хаки, в окружении двух узких красных полос, с краевыми полосами темно-синего цвета слева и светло-голубого цвета справа. Хаки представляет армию, а красный, темно-синий и светло-голубой представляют соответственно Торговый флот, ВМС и ВВС.[3]